# Spogliatoio

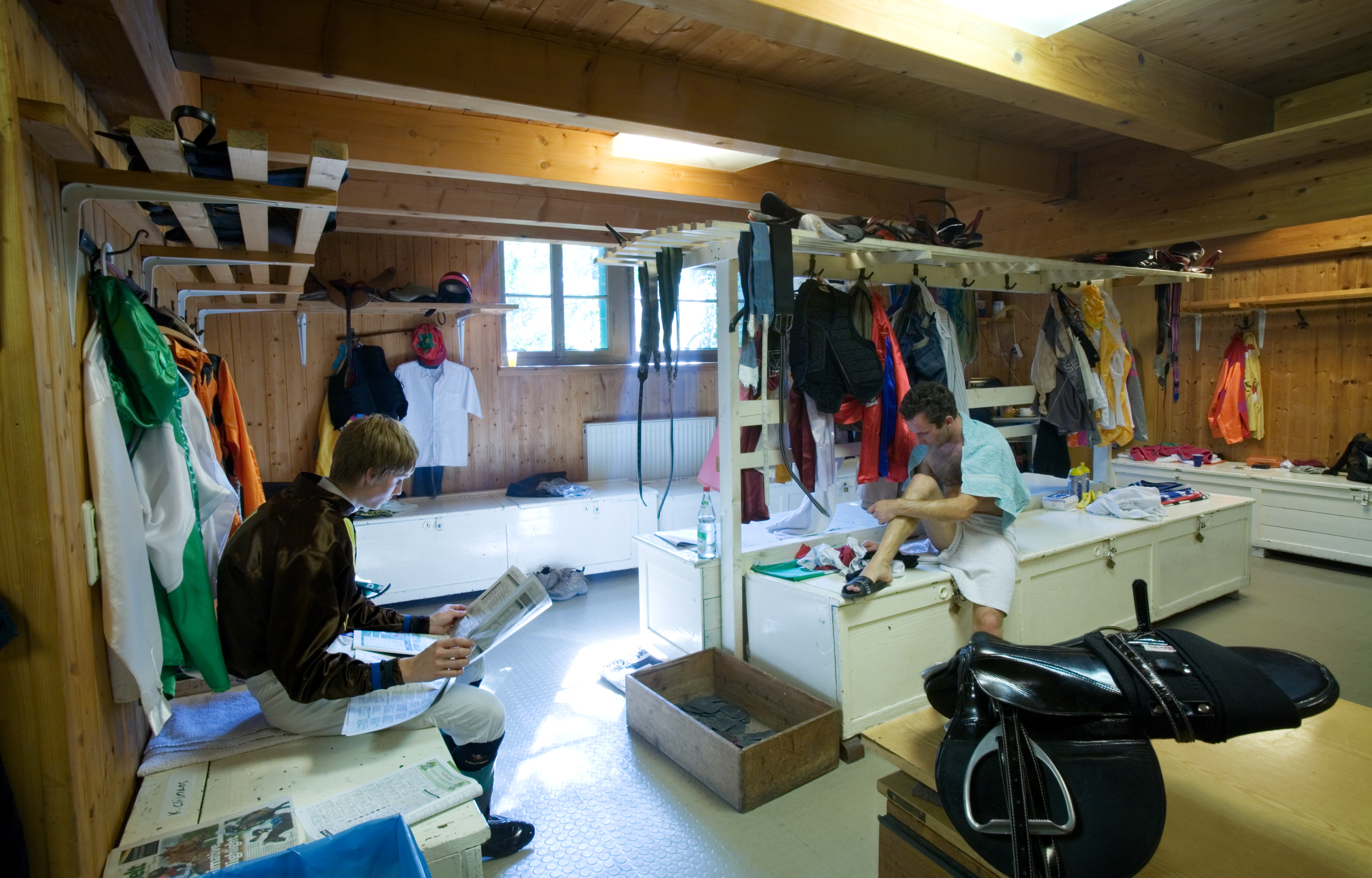
L'interno di uno spogliatoio sportivo, con gli atleti in preparazione.

Lo spogliatoio è una stanza adibita al cambio di indumenti, principalmente in ambito sportivo. Può anche contenere i servizi igienici. Il termine viene anche usato in senso figurato per indicare l'insieme dei rapporti tra gli appartenenti di una squadra.

## Funzione
Lo spogliatoio differisce dal camerino, tipico di teatri e negozi d'abbigliamento. Ha, infatti, la funzione di custodire i vestiti della persona mentre essa svolge un'altra attività.
All'interno delle strutture sportive è spesso sito in un'apposita zona, debitamente separata dal campo di gioco.